# Sefer Jetzira

De levensboom met de sefirot

De Sefer Jetsirah ('Boek van de schepping' of 'Boek der vorming'; ook: Sefer Yetsirah, Sepher Yetsirah) is een Joods esoterisch-wetenschappelijk traktaat uit circa de 3e eeuw. Daarin wordt de schepping van de kosmos met getallen en Hebreeuwse letters door God beschreven. Over de anonieme auteur, de plaats van ontstaan en de gebruikte bronnen is niets bekend. Het werk werd veelvuldig becommentarieerd vanaf de 12e eeuw toen het een belangrijke bron voor de kabbala werd.

## Cultuur-historische positie
Het werk is uniek binnen de Joodse literatuur. Het traktaat behoort tot de Hechalot-literatuur, teksten van Joodse mystiek, maar de meeste Hechalot-werken vullen elkaar aan en sluiten aan bij de talmoed en midrasj, terwijl de Sefer Jetsirah los van de rest staat qua ideeën en gebruikte termen. Zodoende geldt het werk als heterodox. Het voldoet niet aan de toenmalige traditie om informatie te presenteren als geopenbaard in een visioen, of als afkomstig van een belangrijke persoon (pseudepigrafie), of door stellingen te onderbouwen met enerzijds rabbijns commentaar en anderzijds Oudtestamentische verzen. De informatie wordt aangeboden zonder aankleding en onderbouwing. Verwijzingen naar andere teksten dan het Oude Testament - hier zuiver ornamenteel - ontbreken.
Wel is duidelijk dat de Hechalot-literatuur een stellingname vormt tegen het zuiver op teksten gebaseerde rabbijnse jodendom uit de late oudheid, met als doel een persoonlijke godsbeleving. Om die reden ontbreken verwijzingen naar rabbijnse commentaren. Dit maakt de tekst moeilijk te begrijpen. Pogingen om het werk te herleiden tot gnostische, neoplatonistische en neopythagoreïsche teksten zijn niet geslaagd. Bovendien ontbreken achterliggende redeneringen voor de pregnante stellingen in de tekst. Dit alles maakt de tekst moeilijk te plaatsen in een culturele context. Dateringen lopen uiteen van de 3e tot de 6e eeuw. Wel is op grond van het rabbijns Hebreeuwse taalgebruik duidelijk dat de auteur in een geschoold rabbijns milieu leefde.

## Inhoud
De Sefer Jetsirah behandelt in wezen de schepping van de wereld vóór Genesis door God met behulp van getallen en Hebreeuwse letters. De reden is dat God de wereld volgens Genesis schiep met woorden, en die waren Hebreeuws. Zoals de gehele Hebreeuwse taal op schrift gezet kan worden door combinaties van 22 letters, zo zou volgens de auteur van de Sefer Jetsirah de kosmos door God zijn geschapen met Hebreeuwse letters.
Het werk sluit aan bij twee uitspraken over de schepping van de wereld door God. In Genesis staat: 'In het begin schiep God hemel en aarde', en in de Misjna staat: 'Met tien uitspraken werd de wereld geschapen'. Het Hechalot-traktaat begint met de bewering dat God de wereld 'uithieuw' 'in 32 mysterieuze paden'. Die 32 paden zijn enerzijds tien sefirot oftewel de eerste tien getallen, en anderzijds de 22 letters van het Hebreeuwse alfabet. Sefira (enkelvoud) is een neologisme ter vervanging van het gewone woord mispar 'getal'. Mogelijk is dit om aan te geven dat het niet om gewone getallen gaat, maar om metafysische principes. De rol van deze elementen in de opbouw van de wereld wordt vervolgens besproken in vijf korte hoofdstukken. In plaats van 'scheppen' gebruikt de auteur echter 'uithouwen' en 'graveren'.
De tien sefirot hebben meerdere betekenissen. Het getal 10 had betekenis, omdat de auteur expliciet meldt: 'tien en niet elf, tien en niet negen'. Toch is de precieze betekenis ervan niet helder. In hoofdstuk 1 staat hoe de eerste sefira ontstaat uit de goddelijke geest en vormt lucht. Daaruit emaneren opeenvolgend de tweede en derde sefirot, die respectievelijk leiden tot het ontstaan van water en vuur. Het element aarde komt niet voor. Uit water ontstaan de letters, uit vuur de troon van God en de engelen. De overige zes sefirot zijn verantwoordelijk voor het vastleggen van de vier dimensies (hoogte, diepte, lengte en tijd), van goed en kwaad en van de oerelementen lucht, water en vuur
In hoofdstukken 2–5 wordt de rol van de letters beschreven. De letters bevatten goddelijke scheppingskracht en worden hier tegelijk opgevat als gearticuleerde klanken. Geluid, adem en spraak zijn de beginselen van creatie. De letters worden op verschillende manieren onderverdeeld. Een van die groepen zijn de 'moeders' of 'beginselen': א ('alef) ש (sjin) מ (mem). Dit zijn de samenstellende letters van de Hebreeuwse woorden voor lucht, water en vuur. Een andere opdeling is geslacht (mannelijk–vrouwelijk) en goed–kwaad. Deze categorieën gelden als grammaticaal. Goed en kwaad betekenen hier dat elk woord zijn eigen tegendeel bevat door de lettervolgorde te veranderen. Goed en kwaad zijn in de Sefer Jetsirah dus niet ethisch maar essentiële onderdelen van de schepping. Daarnaast beschrijft de auteur van het werk nog andere grammaticale zaken in combinatie met veronderstelde universele wetmatigheden. Het resultaat van de schepping is uiteindelijk drieledig: het universum met alle materiële zaken, de tijd en 'het individu'. De letters heersen elk over een deel van dit alles.
Het werk beschrijft geen verlossingsleer, ethiek, relatie tussen mens en God of eschatologie. Pas in de laatste paragraaf is een doel verwoord. Meditatie op de scheppingsmechanismen volgens talige en getalsmatige regels zou volgens de auteur van de Sefer Jetsirah resulteren in mystieke eenwording met God, zoals ook Abraham zou hebben ervaren. De esoterische kennis van het werk diende dus een mystiek doel. Sommige onderzoekers meenden op grond van die vermelding dat Abraham als auteur werd aangemerkt, maar dat is onjuist.

## Invloed
De Sefer Jetsirah bleef betrekkelijk onbekend tot de vroege 10e eeuw, de periode waarin de redactie van de huidige Talmoed en Midrasj grotendeels plaatsvond. Verwijzingen hierin naar het kosmogonische traktaat ontbreken. Een mogelijke verklaring is het heterodoxe karakter ervan. Naar veel andere Hechalot-literatuur werd echter evenmin verwezen. Het is onzeker waarom geen enkele tekst naar de Sefer Jetsirah verwijst in deze periode.
In de 10e eeuw verschenen verschillende commentaren op het traktaat, die ieder een prominente positie hadden binnen het oeuvre van de rationalistische auteurs als Isaac Israëli. Zij beschouwden het traktaat wellicht methodologisch als gebaseerd op observatie en analyse, waarmee het contrasteerde met de rabbijnse exegese. De commentatoren beschouwden het traktaat dus niet als uitgesproken mystiek of magisch.
Vanaf de 12e eeuw verschijnen commentaren met een mystiek en magisch karakter. Vanaf dan wordt het traktaat een belangrijke bron voor Joodse mystiek en een sleuteltekst voor de nu ontwikkelde kabbala, hoewel in de Sefer Jetsirah zelf geen kabbala wordt beschreven. Veel commentaren werden gepubliceerd. Vanaf de 12e eeuw geloofden diverse Joodse geleerden en mystici bijvoorbeeld dat de letters met hun vermeende scheppingskracht ook door de mens gebruikt konden worden voor de creatie van de golem.

## Nederlandse vertaling
- A.E. Waite & Knut Stenring (vert.). Het Boek Der Schepping (Sepher Yetsirah), en de 32 paden der wijsheid in relatie tot het Hebreeuwse alfabet en tot de symboliek van de tarot. Amsterdam, W.N. Schors, 1979.